# Gaspare Pelleschi
Gaspare Pelleschi   (Florència, 1782 - 1861), de vegades Gaspero, fou un distingit contrapuntista florentí.
En els seus primers anys es dedicà a l'escena, ja que posseïa una bonica veu de tenor. El 1814 fou nomenat professor de l'Acadèmia de Belles Arts de Florència.
A més d'algunes composicions profanes, deixà diverses misses a gran orquestra, d'una factura irreprotxable, però mancades generalment d'inspiració.
El seu germà Luigi Pelleschi també fou compositor.